# Morane-Saulnier MoS-121
Morane-Saulnier MoS-121, còn gọi là Morane-Saulnier MS 121 là một mẫu thử máy bay tiêm kích của Pháp trong thập niên 1920.

## Tính năng kỹ chiến thuật
Đặc điểm tổng quát
- Kíp lái: 1
- Chiều dài: 6.72 m (22 ft 1 in)
- Sải cánh: 9.80 m (32 ft 2 in)
- Chiều cao: 2.98 m (9 ft 9 in)
- Diện tích cánh: 16.00 m2 (172.22 ft2)
- Trọng lượng rỗng: 915 kg (2017 lb)
- Trọng lượng có tải: 1230 kg (2712 lb)
- Powerplant: 1 × Hispano-Suiza 12Jb kiểu động cơ 12 xy-lanh làm lạnh bằng nước, 347 kW (465 hp)

Hiệu suất bay
- Vận tốc cực đại: 257 km/h (160 mph)
- Tầm bay: 1100 km ( dặm)
- Trần bay: 7800 m ( ft)

Vũ khí trang bị
- 2 x súng máy Vickers 7,7 mm